# Лувковиці
Лувковиці (пол. Łówkowice, нім. Löckwitz) — село в Польщі, у гміні Бондково Александровського повіту Куявсько-Поморського воєводства.
Населення — 279 осіб (2011).
У 1975-1998 роках село належало до Влоцлавського воєводства.

## Демографія
Демографічна структура станом на 31 березня 2011 року:
|          | Загалом | Допрацездатний вік | Працездатний вік | Постпрацездатний вік |
| -------- | ------- | ------------------ | ---------------- | -------------------- |
| Чоловіки | 140     | 28                 | 93               | 19                   |
| Жінки    | 139     | 31                 | 73               | 35                   |
| Разом    | 279     | 59                 | 166              | 54                   |